# Зелёновский сельский совет (Бахчисарайский район)
Зелёновский сельский совет (укр. Зеленівська сільська рада, крымскотат. Tatar Osman köy şurası, Татар Осман кой шурасы) — административно-территориальная единица в Бахчисарайском районе в составе АР Крым Украины (фактически до 2014 года; ранее до 1991 года — в составе Крымской области УССР в СССР, до 1954 года — в составе Крымской области РСФСР в СССР).
В начале 1920-х годов  в составе Бахчисарайского района был образован Татар-Османкойский сельсовет , на момент всесоюзной переписи населения 1926 года включал одно село — Татар-Османкой с населением 420 человек. В 1935 году из Бахчисарайского района выделен новый Фотисальский район, в том же году (по просьбе жителей), переименованный Куйбышевский, которому переподчинили сельсовет.
Указом Президиума Верховного Совета РСФСР от 21 августа 1945 года «О переименовании сельских Советов и населенных пунктов Крымской области» Татар-Османкойский сельсовет был переименован в Зелёновский. С 25 июня 1946 года сельсовет в составе Крымской области РСФСР, а 26 апреля 1954 года Крымская область была передана из состава РСФСР в состав УССР. Время укрупнения сельсовета пока не установлено: на 15 июня 1960 года в составе совета числились населённые пункты:

| - Зелёное - Богатырь - Ключевое | - Нагорное - Отрадное - Счастливое |

, а ранее отдельные Богатырский, Ключевской, Отрадненский и Счастливский сельсоветы уже не фигурируют.
Указом Президиума Верховного Совета УССР «Об укрупнении сельских районов Крымской области», от 30 декабря 1962 года Куйбышевский район был упразднён и сельсовет вновь присоединили к Бахчисарайскому. На 1968 год сложился современный состав совета.
К 2014 году сельсовет включал 6 сёл:
- Богатырь
- Зелёное
- Многоречье
- Нагорное
- Плотинное
- Счастливое

С 2014 года на месте сельсовета находится Зелёновское сельское поселение.